# 撤回監視
撤回監視（てっかいかんし、英: Retraction Watch）またはリトラクション・ウォッチは、学術雑誌に掲載された論文の撤回を報告・分析・議論するブログで、出版後査読（post-publication peer-review）の1つである。
2012年8月、米国の2人の科学ジャーナリスト、アイヴァン・オランスキー（Ivan Oransky、医学誌の副社長・兼・編集長、医師免許所持者）とアダム・マーカス（Adam Marcus、医学誌の編集長）が創始した。

## 活動
ブログ記事に、撤回論文の著者の顔写真または関連写真を載せ、撤回論文の書誌情報、経緯、撤回理由、撤回状況を記述している。研究機関の調査報告書、裁判結果も記述している。事態の詳細を探るため、撤回論文の著者・関係者、論文掲載誌の編集長に問い合わせ、返答のメールを掲載することもある。
その記事に読者が実名・ハンドルネームでコメントできる。誰でも登録なしでコメントできるが、主に学術研究者と思われる。コメントは査読され、即時掲載されない。採択されない場合もある。
特徴を箇条書きにすると以下のようになる。
- 撤回論文データベースとしては世界で唯一。
- 撤回論文のデータベース化と撤回論文の報告・分析・議論を通して公正な学術体制のあり方を推進している。
- すべての分野の撤回論文を扱うが、生命科学論文が多い。
- 閲覧と登録は無料。
- 英語。